# Остоя Пруська
Остоя Пруська (пол. Ostoja Pruska, Lniski, Ostoja odmienny) - шляхетський прусський герб, що використовувався в Кашубії. Деякі вчені, ймовірно, помилково вважали його різновидом герба Остоя . 

## Опис герба
Опис з використанням класичних правил блазонування: 
У синьому полі два злоті півмісяці рогами від центру, над яким така ж зірка. Клейнод: гербова фігура емблема над шоломом у короні. Намет: синій, підбитий золотом.
За словами Дачновського, герб Лніські був ідентичний, але мав девіз «UTRAQUE DUCE» . 
Варіант цього герба, приписаний Сульцен-Скшишевському, названий Скшешевські (Skryszewski, Skrzyszewski, Sultzen-Skryszewski, Lniski odmienny, Ostoja Odmienny), презентував щит прусського типу на якому місяці мали обличчя і був покритий шляхетською короною, без клейноду, шолома і намету. 

## Найперша згадка
Остоя Пруська була відома Дахновському (Herbarz szlachty Prus Królewskich... ), крім того, вона згаданаКаспером Несецьким (як герб Фінчкува), Юліушем Каролем Островським (Księga herbowa rodów polskich) і Теодором Чржанським (Tablice odmian herbowych). Версія Сульцен-Скшишевських походить від Нового Сєбмахера. 

## Сім'я Скшешевських
Маловідомий шляхетний рід, що походить з села Скшешево Луковське. Засновником роду був, можливо, Генріх Шольче (Heinrich Scholcze), який 1349 року отримав Скшешево за Магдебурзьким правом від комтура Гданського Генріка фон Рехтера. Скшишевські використовують псевдонім Сульчен (Sulczen, Sultzen), який, можливо, нагадує прізвисько предка. Перша згадка про назву Скшешевських походить від 1571 року (Stentzeslaus, Joannes et Andreas Szkrziesziewski). Наприкінці 16 століття власниками однієї третини Скшешино були Дорота і Катажина Скшешевські  разом зі своїми братами. Після смерті братів у 1602 року дівчата відписали свій спадок в селі Норбертинському монастирю в Лукові. Пізніше судовий процес з Норбертинами 1629 року був здійснений Лніським, який раніше називався Скшешевським. Цей факт й ідентичність гербів Льнінських та Скшешевських, здається, свідчать про тісний зв'язок між обома родинами. У XVII столітті родина більше не мала жодних земель у селі та іншої власності у Померанії. Однак згадки про сім'ю відносяться до наступного століття: Катажина Скшешевська з дому Павловська з'являється в іпотечних файлах Збрахліна в середині 18 століття, в той час як Зерницький стверджує, що Скшешевський служив у прусській армії. Крім того, за даними Ледебура, Скшешевські 1727 року мали землі в селі Криссау (Skrzeszewo). Ця інформація, ймовірно, неправильна. 

## Питання про зв'язок з Остоєю
Герб Остоя Пруска має елементи, спільні з польським гербом Остоя. Вони являють собою два півмісяця в однаковому розташуванні і розміщують між ними додаткову емблему. Цей факт, що виражається в імені Остоя Пруська, змусив деяку польську геральдику розглядати цей герб як варіацію різновиду. Це узгоджується з елементом геральдичної традиції Польщі, згідно з яким деякі герби, навіть незв'язані, класифікувалися в межах однієї сім'ї гербів, лише на основі схожості зовнішнього вигляду. Один з перших польських геральдистів, що цитують цей герб, Каспера Несьєцький, з родиною Фінскі, описує вищезгаданий герб Остоя Пруська, але він називає його Остожа. Остоя Пруска - це різновид Остої за Пржемиславом Праґертом і Альфредом Знамієровським, у той час як про незв'язаний герб його класифікують Юліуш Кароль Островський , за ним - Тадеуш Гайль. 

## Гербовий рід
Fink (Finck, Finck von Finckenstein, Finke), Lniski, Skrzeszewski (Skryszewski, Skrzezewski, Skrzyszewski, Skrzyszowski і Szkrziesziewski), також з прізвищем Sultzen (Sulczen). 